# ルート・ボファン
ルート・ボファン（Ruud Boffin, 1987年11月5日 - ）は、ベルギー・シント＝トロイデン出身の元サッカー選手。現役時代のポジションはGK。

## 経歴
KRCヘンクの下部組織出身。2005年に移籍したPSVアイントホーフェンでトップチームに昇格したが試合出場はなく、レンタル先のFCアイントホーフェンでプロデビューした。
2010年9月1日、ウェストハム・ユナイテッドFCに移籍した。
2012年5月、エスキシェヒルスポルに移籍した。2016年9月25日に行われたウムラーニエスポルとのリーグ戦において、自陣から直接FKを決め2-0での勝利に貢献した。
2017年6月、アンタルヤスポルに移籍した。2019年2月3日、ベシクタシュJK戦で2-6の大敗を喫し、サポーターに謝罪した。